# Formato 120

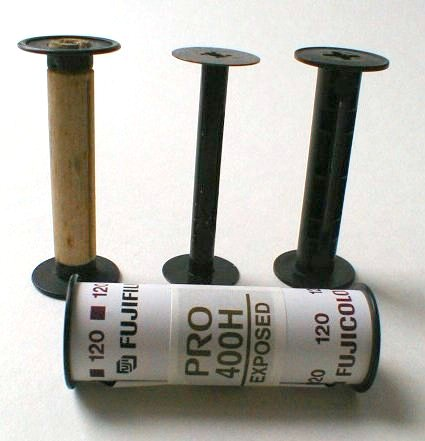
Da sinistra, un rullo 120 dei primi tempi (in legno), un 620 (in metallo), e un 120 moderno (in plastica)

Il formato 120 (o rullo o rocchetto 120 o semplicemente 120) è un particolare caricatore fotografico di pellicola per medio formato, larga circa 61 mm e divenuta molto popolare dopo l'introduzione del 1901 fatta da Kodak, per la loro fotocamera Brownie n° 2. Il formato 120 era destinato inizialmente ai fotografi amatoriali, in quanto più pratico ed economico delle pellicole piane di grande formato, ma poi passò nelle mani dei professionisti (e lì restò fino alla dismessa quasi totale, dopo la conversione della fotografia digitale di fine Novecento), quando presero piede, nella fotografia di massa, le fotocamere di piccolo formato ed un altro caricatore fotografico più economico, che diventò ancora più popolare, il formato 135 standardizzato nel 1934 sempre da Kodak. 

## Caratteristiche
Il formato 120 ospita un tipo di pellicola larga tra 60,7 e 61,7 mm, dove quella moderna è approssimativamente larga 61 mm. La pellicola è avvolta ad un rocchetto di metallo (inizialmente aveva lo stelo fatto di legno), ma poi fatto di plastica, dove la lunghezza della striscia è di circa 820-850 mm, secondo lo standard ISO 732:2000; anche se, alcune pellicole risultavano corte circa 760 mm. La pellicola viene stesa su una striscia di carta, di supporto più lungo, mediamente di 145 cm, e serve per proteggere la pellicola mentre è avvolta al rocchetto, con una lunghezza supplementare, tale da consentire di caricare e di scaricare i rotoli ben avvolti, anche alla luce del giorno, senza rischiare esporre e rovinare la pellicola. Gli standard dei fotogrammi usati su questa pellicola, sono solitamente: 6x4,5, 6x6 e 6x9 cm, con i rispettivi rapporti d'aspetto 4:3, 1:1 e 3:2.

### Formato 220
Il formato 220, introdotto nel 1965, conteneva la stessa pellicola, ma con lunghezza doppia e quindi raddoppiava all'incirca il numero di pose realizzabili per rullo. Tuttavia, al contrario del formato 120, qui non è presente la carta protettiva; e questo significava avere una pellicola più lunga sullo stesso rocchetto, ma senza le scritte circa i formati delle immagini. Inoltre, non poteva essere utilizzata nelle vecchie fotocamere che avevano l'indicatore rosso, per la fine del rullino; e poiché la pellicola era più sottile di quella con carta protettiva, risultava necessaria una piastra di pressione per spianare bene il fotogramma, e migliorare la messa a fuoco della foto ripresa. Alcune fotocamere capaci di utilizzare sia i rulli da 120 che da 220, avevano due regolazioni differenti per la piastra di pressione (esempio: Pentax 6x7, Yashica Mat 124 G, Mamiya C220 e C330). 
Le specifiche per i formati 120 e 220, sono definite nello standard ISO 732. Nelle precedenti versioni dello standard ISO 732 erano inseriti anche gli standard per i rulli 127 e 620, considerate di medio formato.

## Grandezza fotogrammi

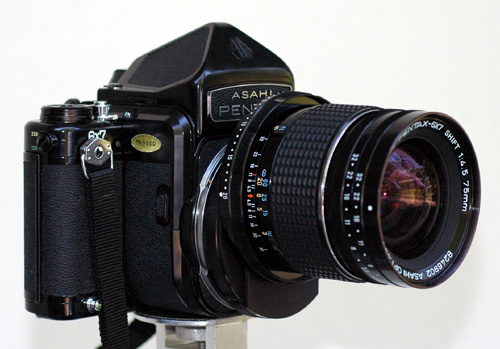
Fotocamera Pentax 6×7 SLR

La pellicola 120 consente diverse grandezze d'immagine.
| Nome    | Proporzione | misura (mm) | Esposizioni | Esposizioni |
| Nome    | Proporzione | misura (mm) | 120         | 220         |
| ------- | ----------- | ----------- | ----------- | ----------- |
| 6 × 4.5 | 1.35:1      | 56 × 41.5   | 15 - 16     | 30 – 32     |
| 6 × 6   | 1:1         | 56 × 56     | 12 - 13     | 24 – 27     |
| 6 × 7   | 1.20:1      | 56 × 67     | 10          | 21          |
| 6 × 8   | 1.37:1      | 56 × 77     | 9           | 19          |
| 6 × 9   | 1.50:1      | 56 × 84     | 8           | 18          |
| 6 × 12  | 2.1:1       | 56 × 118    | 6           | 12          |
| 6 × 17  | 3:1         | 56 × 168    | 4           | 9           |
| 6 × 24  | 4:1         | 56 × 224    | 3           | 6           |

Il fotogramma 6x9 ha le stesse proporzioni (3:2) del fotogramma 36×24 mm usato sulla pellicola da 35 mm dei rullini 135. 
Il fotogramma 6x7 si ingrandisce a 8×10 pollici, e per questo motivo viene chiamato "formato ideale". 
Il 6x4.5 o anche 645, è invece il fotogramma più piccolo e meno costoso, ma usato anche nelle foto di moda.
I formati 6x12, 6x17 e 6x24, sono degli speciali formati prodotti dalle fotocamere panoramiche; tra cui molte di queste, utilizzano obiettivi di grande formato, per semplicità di realizzazione.
Le fotocamere che utilizzano il rullo 120, utilizzano spesso le sigle dei formati nei loro nomi: Pentax 6x7 o anche Pentax 67 (6×7), Fuji 617 (6×17), e molte 645 varie (6×4.5).